# ゾフィー・マグダレーネ・フォン・ブランデンブルク＝クルムバッハ
ゾフィー・マグダレーネ・フォン・ブランデンブルク＝クルムバッハ（Sophie Magdalene von Brandenburg-Kulmbach, 1700年11月28日 - 1770年5月22日）は、デンマーク＝ノルウェーの王クリスチャン6世の王妃。デンマーク語名ではソフィア・マグダレナ（Sofia Magdalena af Brandenburg-Kulmbach）。

## 生涯
ホーエンツォレルン家傍系のクリスティアン・ハインリヒ・フォン・ブランデンブルク＝クルムバッハと妃ゾフィー・クリスティーネ・フォン・ヴォルフシュタインの娘として、ラウフ・アン・デア・ペグニッツ（現在のドイツ・ミッテルフランケンの都市）に生まれた。
1721年8月7日、クリスチャンと結婚した。夫婦仲は良かったが、彼女自身は人気がなかった。宮廷と王家を密接にしたものの、それが閉鎖的だと非難されたのである。ゾフィーには、ピエティズム（18世紀にルター派内で活発だった）に裏打ちされた敬虔な信仰心が備わっており、この信仰は宮廷に幾分か和らげられて導入された。のち、彼女は自身がドイツ人であることを捨てきれなかったと批判の的にされたが、それ以前から、宮廷ではドイツ文化・ドイツ語が支配的であった。
ゾフィーは、前王妃アンナ・ソフィー・レーヴェントローを大変嫌っており、アンナ・ソフィーが身につけたものを王妃として自分が使うのを断固拒否したため、新しく王妃の王冠をつくり被った。彼女は王冠のために自身の宝石の大部分を用いて、後世に王冠を遺した。ゾフィーは1746年に寡婦となってから、ヒルシュホルム宮殿を建設させて移り住んだ。
ゾフィーはクリスチャンボー城で亡くなり、ロスキレ大聖堂に葬られた。

## 子女
- フレゼリク5世（1723年 - 1766年） - デンマーク王
- ルイーセ（1724年）
- ルイーセ（1726年 - 1756年） - 1749年、ザクセン＝ヒルトブルクハウゼン公エルンスト・フリードリヒ3世と結婚